# Gustav Falke
Pour les articles homonymes, voir Falke.
Gustav Falke, né le 11 janvier 1853 à Lübeck (Empire allemand) et mort le 8 février 1916 à Hambourg-Groß Borstel, est un écrivain, poète et traducteur allemand.

## Biographie

### Vie familiale
Gustav Falke a eu deux filles, Gertrud (1891-1984) et Ursula (1895-1981), toutes deux danseuses, qui reçurent l'enseignement d'Émile Jaques-Dalcroze, et influencèrent entre autres Mary Wigman ; Ursula épousa en 1923 le sculpteur Richard Luksch.